# Школа вищої спортивної майстерності
Школа вищої спортивної майстерності (або скорочено — ШВСМ) — в Україні це заклад фізичної культури і спорту, який забезпечує підготовку учнів-спортсменів резервного спорту та спорту вищих досягнень.
Основними формами навчально-тренувального процесу є проведення постійно діючих навчально-тренувальних зборів тривалістю до 250 днів на рік, навчально-тренувальні заняття, тренування за індивідуальними планами, теоретичні та методичні заняття, медичне обстеження, відновлювальні заходи, участь у відповідних спортивних змаганнях тощо.
До структури ШВСМ входять відділення з одного або кількох олімпійських видів спорту, які формуються з навчальних груп. У відділеннях з ігрових видів спорту можуть бути утворені спортивні ігрові команди.
ШВСМ організовує навчально-тренувальний процес з постійним або змінним складом учнів-спортсменів відповідно до етапів підготовки.
Учні-спортсмени, які зараховані до постійного складу центрів олімпійської підготовки або навчаються у дитячо-юнацьких спортивних школах чи спеціалізованих навчальних закладах спортивного профілю, зараховуються тільки до змінного складу ШВСМ.
З числа спортсменів постійного складу комплектуються такі групи: групи спортивного удосконалення — з числа учнів-спортсменів, які тренуються на етапах спеціальної базової підготовки та підготовки до вищих досягнень; групи вищої спортивної майстерності — з числа учнів-спортсменів, які тренуються на етапах максимальної реалізації індивідуальних можливостей, збереження вищої спортивної майстерності, поступового зниження досягнень.
Результативність роботи ШВСМ визначається за рейтингом з олімпійських видів спорту України за результатами виступу учнів-спортсменів у спортивних змаганнях.

## Перелік ШВСМ України
- Вінницька Школа вищої спортивної майстерності [Архівовано 9 вересня 2016 у Wayback Machine.]
- Волинська обласна Школа вищої спортивної майстерності
- Донецька Школа вищої спортивної майстерності [Архівовано 29 серпня 2016 у Wayback Machine.]
- Запорізька обласна Школа вищої спортивної майстерності [Архівовано 26 серпня 2016 у Wayback Machine.]
- Київська міська Школа вищої спортивної майстерності [Архівовано 3 жовтня 2016 у Wayback Machine.]
- Київська обласна Школа вищої спортивної майстерності [Архівовано 25 серпня 2016 у Wayback Machine.]
- Луганська обласна Школа вищої спортивної майстерності
- Школа вищої спортивної майстерності м. Миколаєва [Архівовано 25 серпня 2016 у Wayback Machine.]
- Одеська обласна Школа вищої спортивної майстерності «Олімпієць»
- Школа вищої спортивної майстерності, м. Харків [Архівовано 8 вересня 2016 у Wayback Machine.]
- Школа вищої спортивної майстерності, м. Івано-Франківськ [Архівовано 16 вересня 2016 у Wayback Machine.]
- Школа вищої спортивної майстерності, м. Львів [Архівовано 1 жовтня 2016 у Wayback Machine.]
- Центральна Школа вищої спортивної майстерності Комітету з фізичного виховання та спорту Міністерства освіти і науки, м. Київ
- Центральна Школа вищої спортивної майстерності «Колос» Всеукраїнського фізкультурно-спортивного товариства «Колос» агропромислового комплексу України, м. Київ
- Центральна Школа вищої спортивної майстерності Фізкультурно-спортивного товариства «Спартак», м. Київ
- Державна Школа вищої спортивної майстерності, м. Київ
- Школа вищої спортивної майстерності м. Києва (Басейн «Юність»)
- Первинна організація Всеукраїнської громадської організації "Фізкультурно-спортивне товариство «Україна» — «Центральна школа вищої спортивної майстерності», м. Київ
- Комунальний заклад «Школа вищої спортивної майстерності з легкої атлетики» Харківської обласної ради
- Школа вищої спортивної майстерності, м. Ужгород
- Кіровоградська обласна школа вищої спортивної майстерності
- Житомирська обласна Школа вищої спортивної майстерності
- Рівненська обласна Школа вищої спортивної майстерності
- Миколаївська обласна Школа вищої спортивної майстерності
- Чернівецька обласна Школа вищої спортивної майстерності
- Херсонська Школа вищої спортивної майстерності
- Хмельницька обласна Школа вищої спортивної майстерності
- Чернігівська обласна Школа вищої спортивної майстерності
- Чернігівська обласна Школа вищої спортивної майстерності з ігрових видів спорту
- Кримський республіканський позашкільний навчальний «Школа вищої спортивної майстерності», м. Сімферополь